# Conrad (Ben Howard)
Conrad is een nummer van de Britse singer-songwriter Ben Howard uit 2014. Het is de derde single van zijn tweede studioalbum I Forget Where We Were. 
"Conrad" gaat over een mislukte relatie die Howard had. Het 'verhaal' ('tale') waarnaar Howard lijkt te verwijzen, heet eigenlijk 'The Tale' en is geschreven door de beroemde in Polen geboren Britse schrijver Joseph Conrad in 1919. Dat specifieke verhaal draait om het thema machtsmisbruik. Het belangrijkste gevoel dat Howard in dit nummer probeert naar voren te brengen, is dat zijn ex op dezelfde manier misbruik van hem maakte. Hij heeft een les heeft geleerd uit de ervaring teleurgesteld te zijn in die romance. De plaat werd enkel in België een kleine hit; het bereikte de 45e positie in de Vlaamse Ultratop 50.